# Costiera
Pour les articles homonymes, voir Bigorno (homonymie).
Costiera (en corse : Custera [kusˈteːra]) ou Bigorno est une ancienne piève de Corse. Située dans le nord-est de l'île, elle relevait de la province de Bastia sur le plan civil et du diocèse de Mariana sur le plan religieux.
Jouissant d'une position charnière entre Bastiais (dont elle fait partie), Cortenais et Nebbio, la piève de Costiera fut notamment le théâtre de manœuvres militaires décisives lors de la conquête de la Corse par la France avec la prise de Lento par les troupes de Louis XV le 7 mai 1769, aboutissant à la fin des velléités d'indépendance de Pascal Paoli et son exil à la suite de la bataille de Ponte-Novo le lendemain.
Lento était le village le plus peuplé de la piève de Costiera, bien que Bigorno en fût le chef-lieu ecclésiastique jusqu'à la disparition des pièves lors de la Révolution française.

## Géographie

### Situation

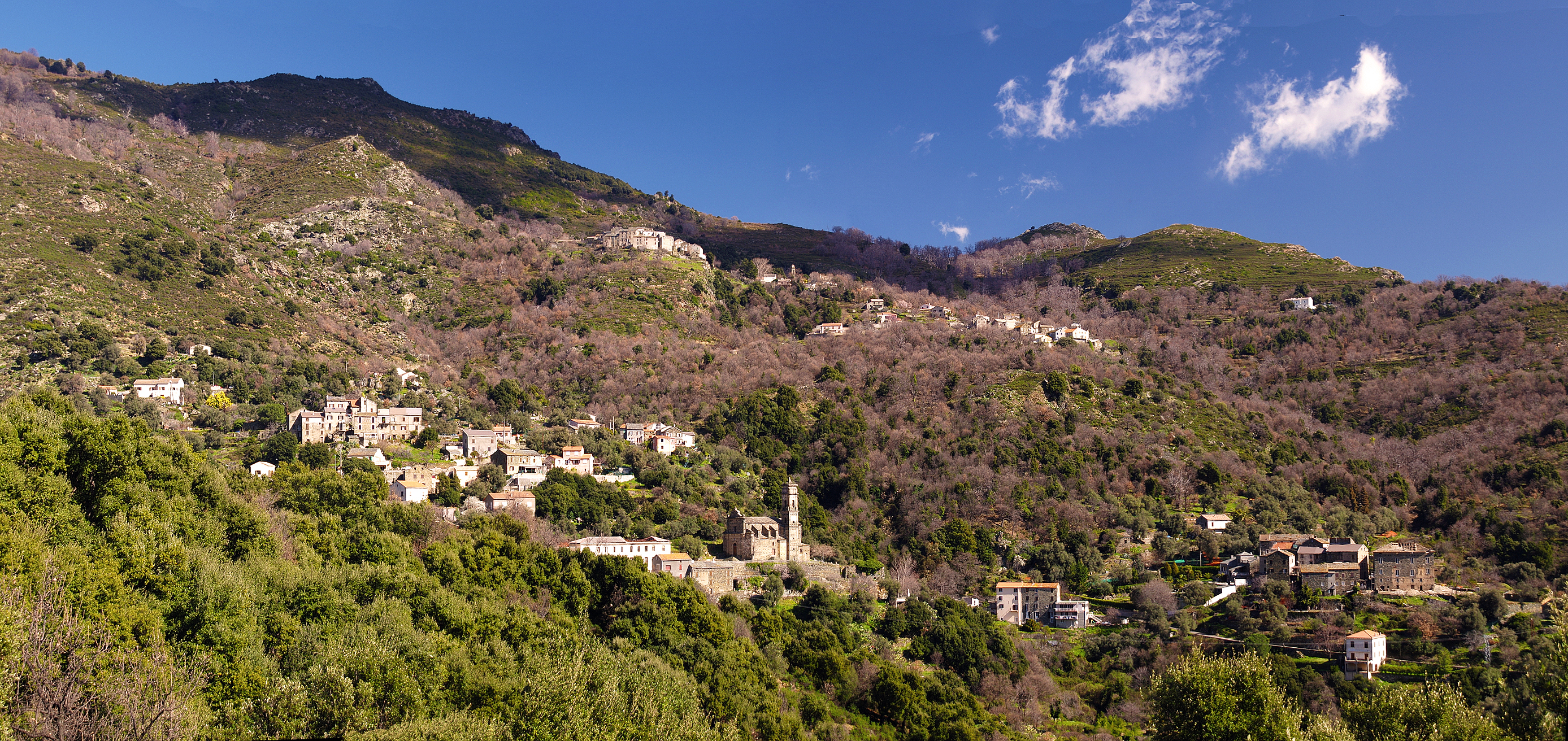
Vue des villages de Volpajola et de Scolca.

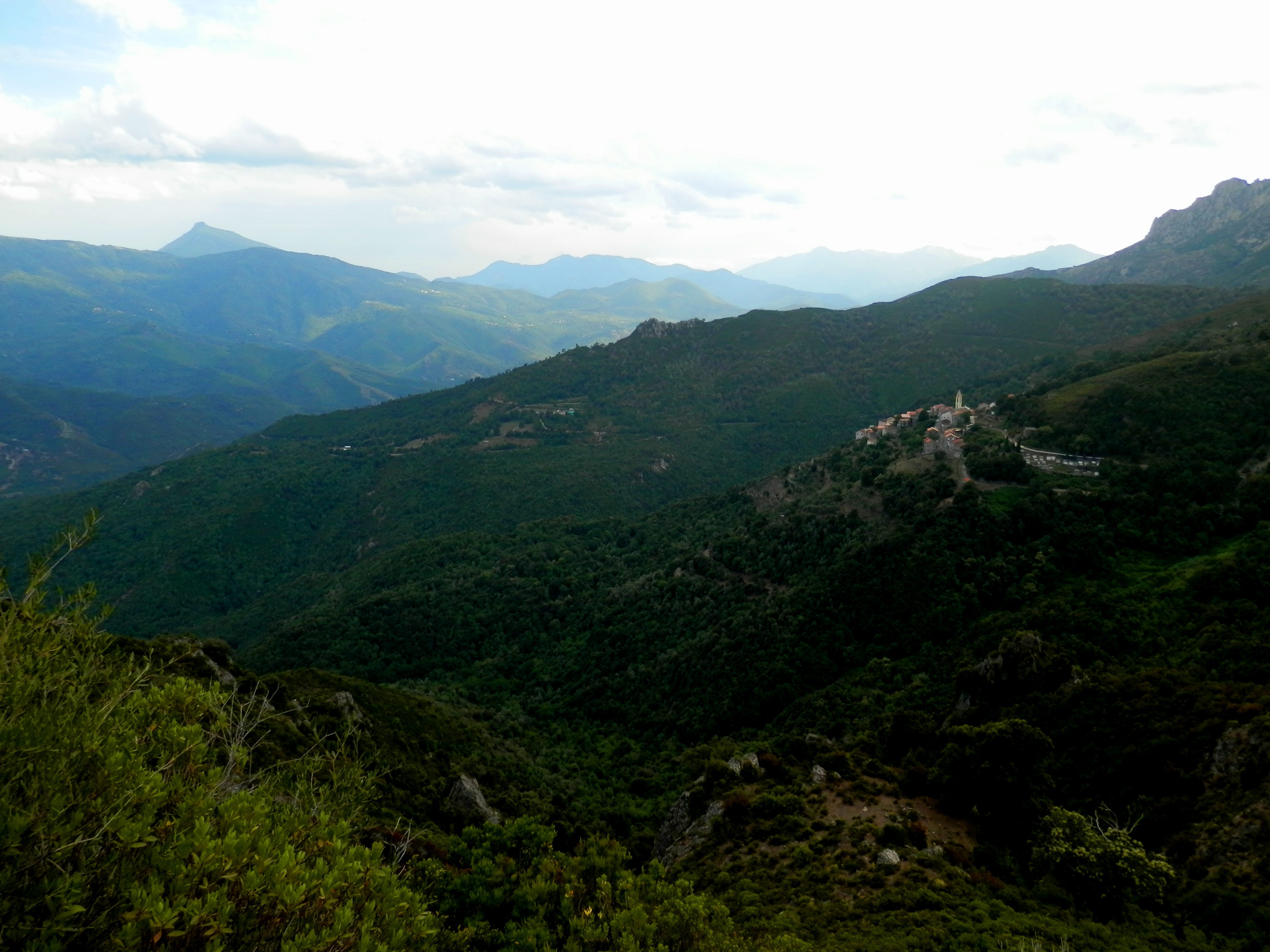
Vue sur Lento dans la montée du col de Bigorno.

La piève de Costiera était située au sud-ouest de Bastia. Au début du XVIe siècle, Mgr Giustiniani la situait dans le qua da'Monti (« Deçà des Monts »), dans le « pays compris entre le Golo et Lavasina », et qui était composé des pievi de Giovellina, Caccia, Pietr'alba, Bigorno, Mariana, Orto (où se trouve Bastia et où résident l'évêque et le gouverneur de la Corse), et Lota.
La piève de Costiera désigne un territoire situé sur la rive gauche du fleuve Golo dans un environnement aride et escarpé (d'où le nom de custera, costière ou coteau en corse), délimité à l'ouest et au nord par une longue crête débonnaire comprenant successivement le Quercitello, le col de Bigorno, la Cima à u Spazzolu, la Cime des Taffoni, et enclos à l'est par le col de Campo la séparant de Lucciana et de la région de Bastia. 
La Costiera fait directement face aux pièves de Rostino et Casacconi sises de l'autre côté du Golo.
Territoire hautement panoramique, la Costiera fait face au massif du Monte San Petrone et embrasse par endroits l'extrémité sud-orientale du massif du Monte Cinto (Capu Biancu, et aiguilles de Popolasca) l'ensemble du massif du Monte Rotondo.
Elle avait pour pièves voisines :

### Habitat
La piève de Costiera correspond au territoire des actuelles communes de :
- Scolca ;
- Volpajola ;
- Campitello ;
- Bigorno ;
- Lento ;
- Canavaggia.

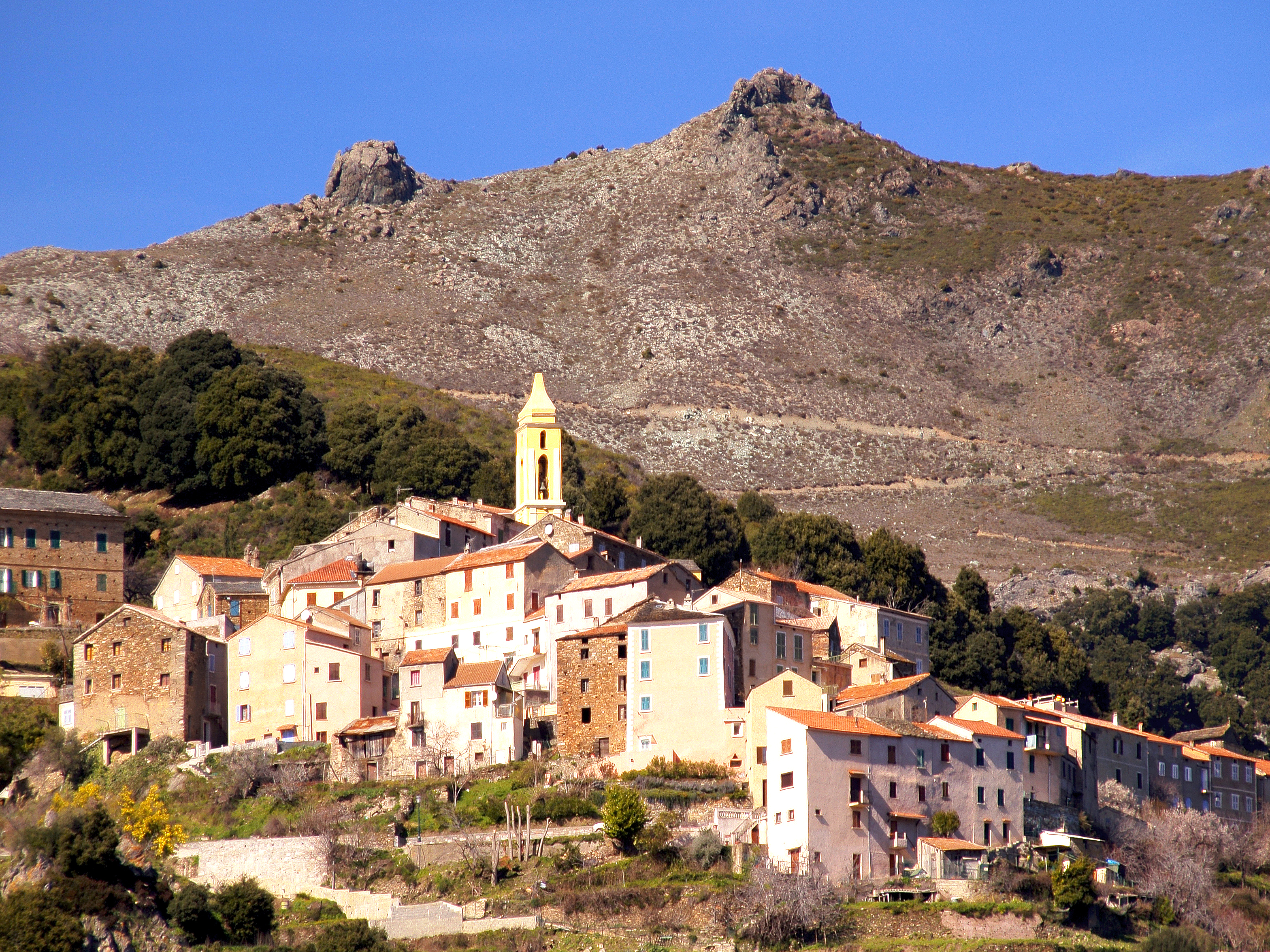
Lento.
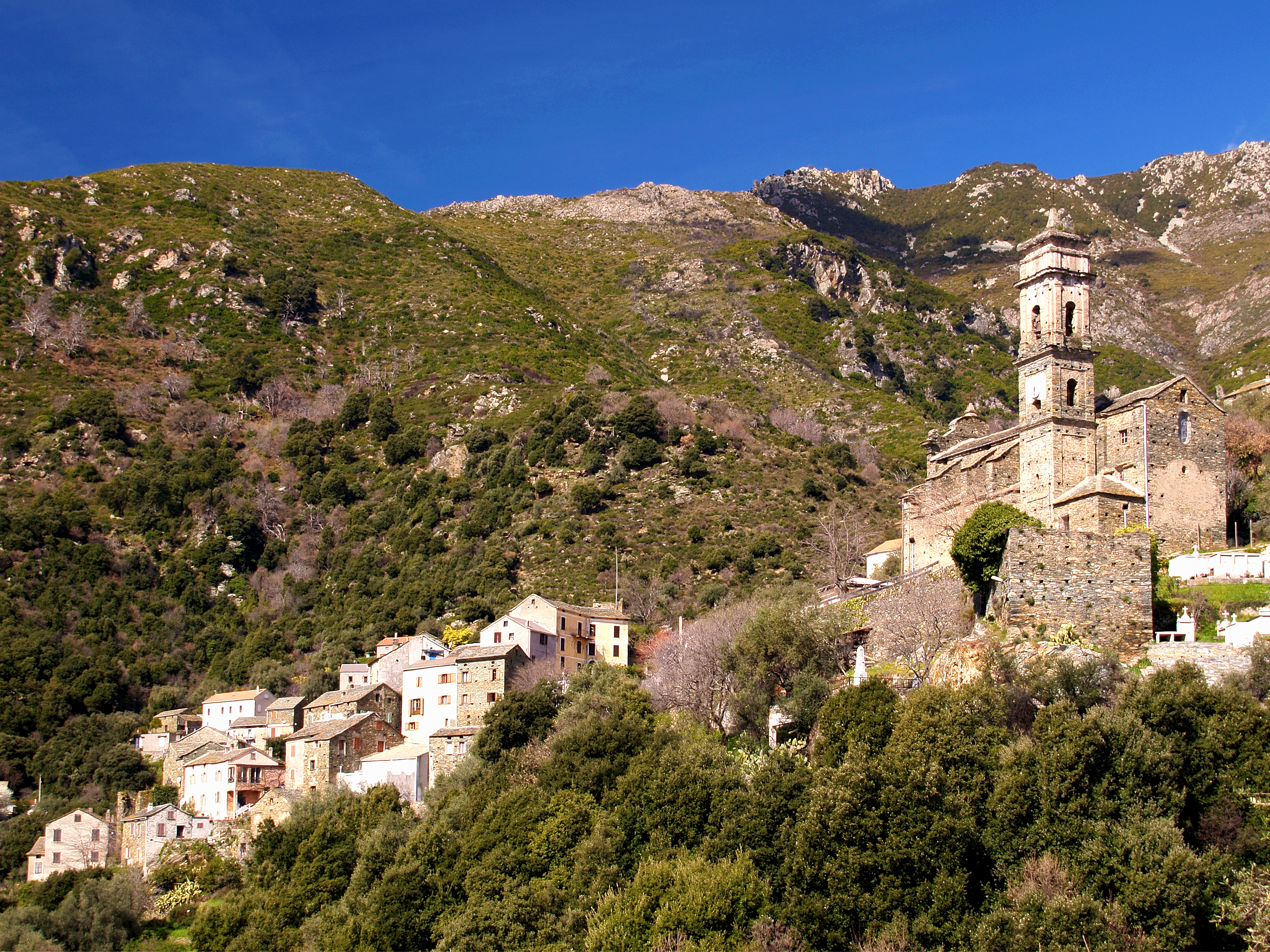
Volpajola.
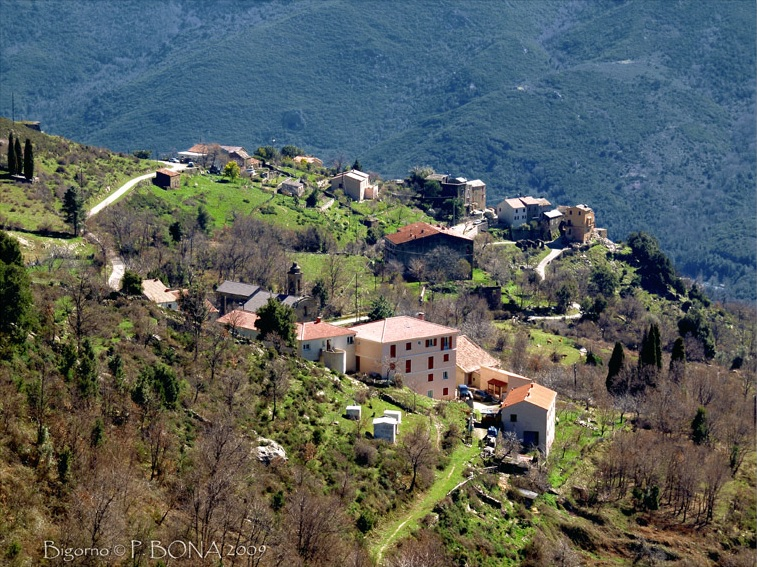
Bigorno.

## Histoire

### La piève civile
La piève de Bigorno relevait de la juridiction de Bastia. 
Au Moyen Âge, les Costiere appartenaient aux Amondaschi seigneurs également en Casacconi, Rostino, Giovellina, Niolo, puis Talcini, Venaco, Casinca, Marana.
Au XIIIe siècle, les De Bagnaria, une puissante famille, promus seigneurs, obtiendront l'administration d'Orto, de la Marana et des Costiere en s'appuyant sur les châteaux de Furiani, Biguglia, Ischia, Montechiaro, Stella et seront en conflit avec les seigneurs voisins, pour Pietrabugno, Montebello-Cotone, Croce d'Oletta.
Au XVIe siècle, au cours de la guerre entre Gênes alliée de Charles Quint, et la France alliée aux Turcs qui se termina en 1559, par le traité de Cateau-Cambrésis (la Corse est rendue à Gênes), 123 villages de Casacconi, Costiere, Caccia, Tavagna et Muriani ont été ruinés par les Génois. 
Au début du XVIe siècle, Mgr Giustiniani décrivait ainsi Bigornu : « [...] la piève de Bigorno qui a douze villages ; l'un des plus connus est Lento, avec son église dédiée à Ste-Marie, qui est, à proprement parler, l'église titulaire de la piève plutôt que toute autre église. Cette piève a de nombreux cours d'eau qui tous vont se jeter dans le Golo ; elle produit des céréales d'excellente qualité, du bétail, de la cire et une certaine quantité de châtaignes ».
Vers 1520, la piève comportait les lieux habités suivants : 
- Lento, Lento
- lo Pogio, Bigorno, hameau disparu
- la Ficagiola, Bigorno, hameau de Ficajola au sud du village
- San Marcello, Bigorno, hameau de Sammarcello au sud-est du village
- le Tegie, Bigorno, hameau de Teghie au nord-est du village
- Campitello, Campitello
- lo Panicale, Campitello, hameau au sud-ouest du village
- lo Bagnolo, Campitello, hameau au nord-ouest du village
- la Volpajola, Volpajola
- lo Carcheto, Volpajola, hameau de Quarcetto au sud-est du village
- la Scolca, Scolca,
- l’Erbagio, Scolca, hameau d'Erbaggio au sud du village

Toutes ces communautés occupent un territoire qui fut appelé selon les écrits Costiere, Costiera ou Costera, s'étalant entre une ligne de crête partant de Monte Reghia di Pozzo (1 469 m) jusqu'à Pointe d'Evoli (1 151 m), et le lit du Golo, depuis Lento à l'ouest jusqu'à Scolca à l'est.
Au début du XVIIIe siècle, avant les événements qui, dès 1729, agitèrent cette région pendant la grande révolte des Corses contre Gênes, l’abbé Francesco Maria Accinelli à qui Gênes avait demandé d'établir à des fins militaires une estimation des populations à partir des registres paroissiaux, avait rapporté (texte en italien) : « Giurisditione di Bastia : IV.	Pieue di Bigorno : Scolca, et Erbaggio 166. Uolpagiola 150. Campitello 164. Teggie, e S. Marcello, Poggio, e Ficagiola 186. Rolla, e Lento 388. ». Selon ses estimations, Bigornu (di quà da monti) comptait 1 054 habitants ; et selon le capitaine allemand Woght, Costiera comptait 340 hommes susceptibles de porter les armes. « Le sopradette Pieui notate col nome di Costiera si intendono la Pieui di Bigorno, e Patrimonio ».
En 1769, la Corse passe sous l'administration militaire française. La piève de Bigorno devient en 1790 le canton de Costera (renommé canton de Campitello en 1828). La communauté de Canavaggia, qui appartenait à la piève de Caccia, lui est rattachée en 1874.

### La piève religieuse

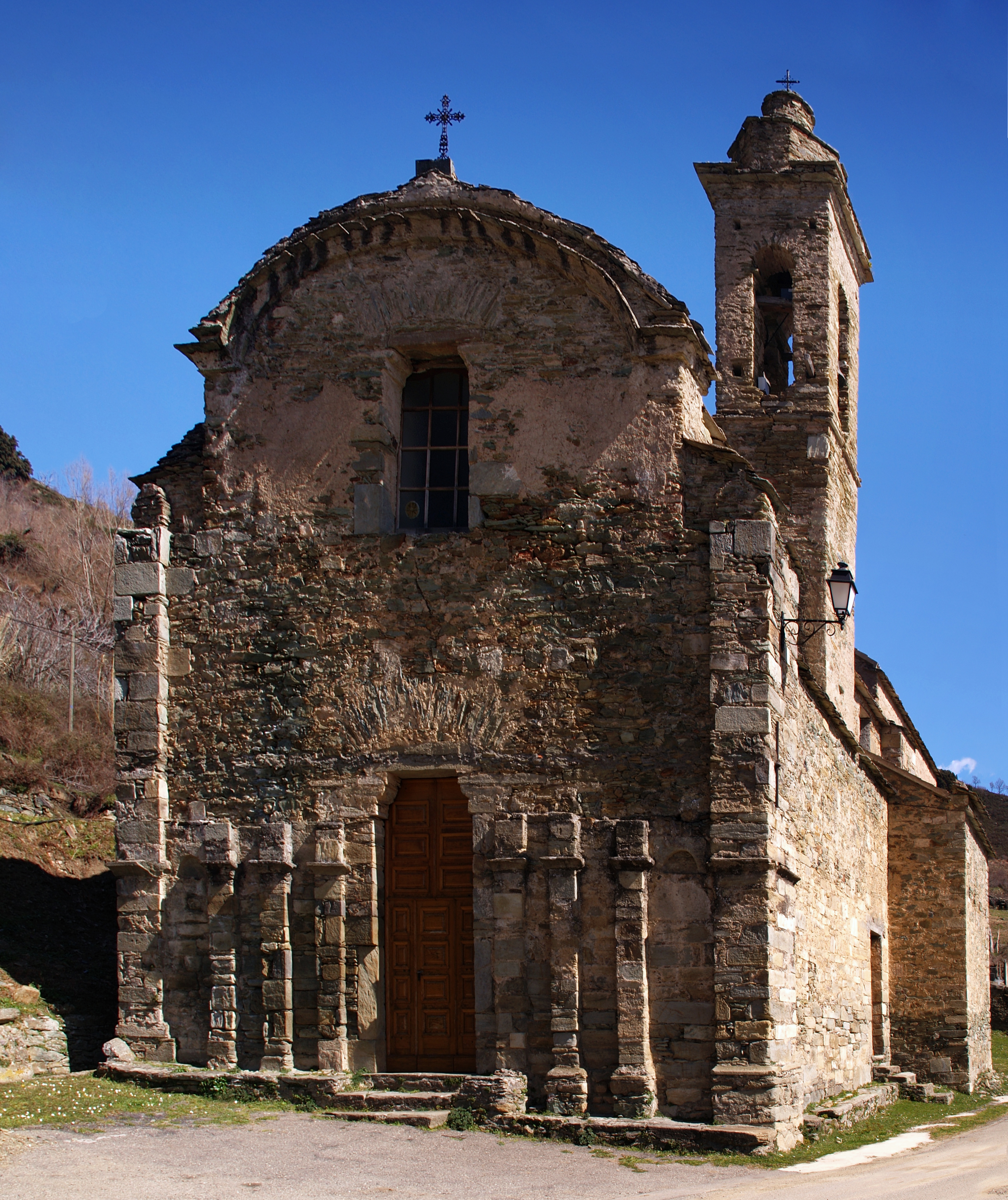
Église Santa-Maria Assunta à Bigorno

La piève de Bigorno relevait du diocèse de Mariana.
L'église piévane de Bigorno était probablement l'église Santa Maria Assunta, aujourd'hui paroissiale du village de Bigornu, d'après Geneviève Moracchini-Mazel